# Ahuehuetitla (Puebla)
Ahuehuetitla es una localidad del estado mexicano de Puebla. Es cabecera del municipio de Ahuehuetitla.

## Demografía
| Censo | Población |
| ----- | --------- |
| 1900  | 991       |
| 1910  | 1077      |
| 1921  | 919       |
| 1930  | 1102      |
| 1940  | 1317      |
| 1950  | 1204      |
| 1960  | 1680      |
| 1970  | 1683      |
| 1980  | 1776      |
| 1990  | 1752      |
| 1995  | 1422      |
| 2000  | 1586      |
| 2005  | 1168      |
| 2010  | 1210      |
| 2020  | 1371      |